# Brabira
Brabira là một chi bướm đêm thuộc họ Geometridae. Chú thường được tìm thấy ở phía bắc miền tây Sahara.

## Các loài
- Brabira artemidora (Oberthür, 1884)